# Griekenland op de Olympische Zomerspelen 1988
Griekenland nam deel aan de Olympische Zomerspelen 1988 in Seoel, Zuid-Korea. Er werd één medaille gewonnen.

## Medailleoverzicht
| Sport     | Olympiër             | Discipline               | Medaille |
| --------- | -------------------- | ------------------------ | -------- |
| Worstelen | Charalambos Cholidis | -57kg Grieks-Romeins (m) | Brons    |

## Deelnemers en resultaten per onderdeel

### Atletiek
| Olympiër                                 | Discipline      | Resultaat | Prestatie                                           |
| ---------------------------------------- | --------------- | --------- | --------------------------------------------------- |
| Voula Patoulidou                         | 100m (v)        | 40e       | serie 1: 5de in 11,85                               |
| Marina Skordi                            | 200m (v)        | 36e       | serie 2: 5de in 24,06                               |
| Maria Tsoni Katerina Koffa Marina Skordi | 4x100m (v)      | 15e       | serie 2: 6de in 45,44 halve finale 1: 8ste in 45,74 |
| Anna Verouli                             | speerwerpen (v) | 19e       | kwalificatie groep A: 10de met 58,52m               |

### Boksen
| Olympiër           | Discipline | Resultaat | Prestatie                                         |
| ------------------ | ---------- | --------- | ------------------------------------------------- |
| Georgios Ioannidis | -75kg (m)  | 17e       | 1ste ronde: vrij 2de ronde: V van CMR Kamela: 2-3 |

### Gewichtheffen
| Olympiër                | Discipline  | Resultaat | Prestatie                                                       |
| ----------------------- | ----------- | --------- | --------------------------------------------------------------- |
| Ioannis Sidiropoulos    | -60kg (m)   | 6e        | trekken: 5de met 120kg stoten: 7de met 145kg totaal: 265kg      |
| Khristos Konstantinidis | -67,5kg (m) | 6e        | trekken: 6de met 137,5kg stoten: 8ste met 162,5kg totaal: 300kg |
| Kharalambos Sfakianakis | -110kg (m)  | DNF       | trekken: 10de met 145kg stoten: geen geldige poging             |
| Pavlos Saltsidis        | +110kg (m)  | 8e        | trekken: 9de met 160kg stoten: 7de met 207,5kg totaal: 367,5kg  |

### Gymnastiek
| Olympiër            | Discipline               | Resultaat | Prestatie                             |
| Ritmisch            | Ritmisch                 | Ritmisch  | Ritmisch                              |
| ------------------- | ------------------------ | --------- | ------------------------------------- |
| Maria Alevizou      | individueel (v)          | 21e       | kwalificatie: 21ste met 38,20 punten  |
| Panagiota Tsitselu  | individueel (v)          | 35e       | kwalificatie: 35ste met 36,50 punten  |
| Turnen              |                          |           |                                       |
| Foteini Varvariotou | individuele meerkamp (v) | 69e       | kwalificatie: 69ste met 75,700 punten |

### Roeien
| Olympiër                                                                | Discipline      | Resultaat | Prestatie |
| ----------------------------------------------------------------------- | --------------- | --------- | --- |
| Konstantinos Ditsios Pantelis Papaterpos                                | dubbel-twee (m) | 14e       | serie 3: 5de in 6.35,72 1ste ronde herkansingen: 4de in 6.59,46                                              |
| Khristos Khristomanos Georgios Fotou Spyridon Gatos Vasilios Lykomitros | vier-zonder (m) | 12e       | serie 1: 5de in 6.39,28 1ste ronde herkansingen: 3de halve finale 2: 6de in 6.37,24 finale B: 6de in 6.18,25 |
|                                                                         |                 |           | |
| Tonia Svaier                                                            | skiff (v)       | 7e        | serie 3: 3de in 8.12,13 halve finale 2: 5de in 7.49,15 finale B: 1ste in 7.57,73                             |

### Schietsport
| Olympiër              | Discipline           | Resultaat | Prestatie                                              |
| --------------------- | -------------------- | --------- | ------------------------------------------------------ |
| Konstantinos Panageas | 50m pistool (m)      | 36e       | kwalificatie: 36ste met 545 punten (86-92-92-89-94-92) |
| Konstantinos Panageas | 10m luchtpistool (m) | 34e       | kwalificatie: 34ste met 569 punten (97-96-94-94-93-95) |
|                       |                      |           |                                                        |
| Agathi Kassoumi       | 25m pistool (v)      | 31e       | kwalificatie: 31ste met 571 punten (286-285)           |
| Agathi Kassoumi       | 10m luchtpistool (v) | 22e       | kwalificatie: 22ste met 375 punten (96-91-95-93)       |

### Tennis
| Olympiër                              | Discipline     | Resultaat | Prestatie                                                   |
| ------------------------------------- | -------------- | --------- | ----------------------------------------------------------- |
| George Kalovelonis                    | enkelspel (m)  | 33e       | 1ste ronde: V van KOR Kim: 5-7, 6-3, 2-6, 7-6(3), 3-6       |
| Anastasios Bavelas George Kalovelonis | dubbelspel (m) | 17e       | 1ste ronde: V van AUS Cahill/Fitzgerald: 2-6, 6-4, 1-6, 1-6 |
|                                       |                |           |                                                             |
| Olga Tsarbopoulou                     | enkelspel (v)  | 33e       | 1ste ronde: V van ARG Paz: 6-7(7), 3-6                      |

### Waterpolo
| Olympiër | Discipline | Resultaat | Prestatie |
| --- | ---------- | --------- | --- |
| Nikolaos Christoforidis Philippos Kaiafas Epaminondas Samartzidis Anastassios Tsikaris Kyriakos Giannopoulos Aris Kefalogiannis Nikolaos Venetopoulos Dimitrios Seletopoulos Antonios Aronis Evangelos Pateros Georgios Mavrotas Evangelos Patras | mannen     | 9e        | groep B: 5de V van Hongarije: 10-12 W van China: 10-7 V van Joegoslavië: 7-17 V van Verenigde Staten: 9-18 V van Spanje groep 9-12de plek: 1ste W van Zuid-Korea: 17-7 W van Frankrijk: 10-7 |

| Groep B |                  |             |             |             |             |        |        |        |        |
| #       | Land             | Wedstrijden | Wedstrijden | Wedstrijden | Wedstrijden | Punten | Punten | Punten | Punten |
| #       | Land             | G           | W           | G           | V           | V      | T      | Saldo  | Punten |
| 1       | Verenigde Staten | 5           | 4           | 0           | 1           | 56     | 40     | +16    | 8      |
| 2       | Joegoslavië      | 5           | 4           | 0           | 1           | 60     | 38     | +22    | 8      |
| 3       | Spanje           | 5           | 3           | 1           | 1           | 48     | 38     | +10    | 7      |
| 4       | Hongarije        | 5           | 2           | 1           | 2           | 50     | 43     | +7     | 5      |
| 5       | Griekenland      | 5           | 1           | 0           | 4           | 45     | 66     | -21    | 2      |
| 6       | China            | 5           | 0           | 0           | 5           | 34     | 68     | -34    | 0      |

| Ronde        | Datum | Plaats           | Land  | Score       | Land |
| ------------ | ----- | ---------------- | ----- | ----------- | ---- |
| Groepsfase   |       |                  |       |             |      |
| 21 september | Seoel | Hongarije        | 12-10 | Griekenland |      |
| 22 september | Seoel | Griekenland      | 10-7  | China       |      |
| 23 september | Seoel | Griekenland      | 7-17  | Joegoslavië |      |
| 26 september | Seoel | Verenigde Staten | 18-9  | Griekenland |      |
| 27 september | Seoel | Griekenland      | 9-12  | Spanje      |      |

| Groep 9-12de plaats |             |             |             |             |             |        |        |        |        |
| #                   | Land        | Wedstrijden | Wedstrijden | Wedstrijden | Wedstrijden | Punten | Punten | Punten | Punten |
| #                   | Land        | G           | W           | G           | V           | V      | T      | Saldo  | Punten |
| 1                   | Griekenland | 3           | 3           | 0           | 0           | 37     | 21     | +16    | 6      |
| 2                   | Frankrijk   | 3           | 2           | 0           | 1           | 34     | 19     | +15    | 4      |
| 3                   | China       | 3           | 1           | 0           | 2           | 25     | 28     | -3     | 2      |
| 4                   | Zuid-Korea  | 3           | 0           | 0           | 3           | 19     | 47     | -28    | 0      |

| Ronde        | Datum | Plaats     | Land | Score       | Land |
| ------------ | ----- | ---------- | ---- | ----------- | ---- |
| Groepsfase   |       |            |      |             |      |
| 30 september | Seoel | Zuid-Korea | 7-17 | Griekenland |      |
| 1 oktober    | Seoel | Frankrijk  | 7-10 | Griekenland |      |

### Worstelen
| Olympiër              | Discipline  | Resultaat   | Prestatie |
| Vrije stijl           | Vrije stijl | Vrije stijl | Vrije stijl |
| --------------------- | ----------- | ----------- | --- |
| Georgios Athanasiadis | -68kg (m)   | 13e         | groep A: 7de W van CHN Ho: 4-0 W van KEN Salbei: 4-0 V van BUL Yassenov: 1-3 V van JPN Akaishi: 1-3                                                                 |
| Iraklis Deskoulidis   | -90kg (m)   | 7e          | groep A: 4de W van MTN Adama: 4-0 G van TUR Türkkaya: 0-0 W van AFG Khairi: 4-0 V van HUN Toth: 0-3                                                                 |
| Grieks-Romeins        |             |             | |
| Charalambos Cholidis  | -57kg (m)   | Brons       | groep A: 2de W van URS Shestakov: 3-0 W van SWE Ljungbeck: 3-0 V van KOR Huh: 3-1 W van USA Amado: 4-0 V van BUL Balov bronzen finale: W van CHN Yang: 3-1          |
| Aristidis Grigorakis  | -68kg (m)   | 17e         | groep B: 9de W van JOR Al-Masri: 4-0 V van SWE Lagerborg: 0-3 V van TUR Koçak: 0-3                                                                                  |
| Georgios Pikilidis    | -90kg (m)   | 8e          | groep A: 4de W van MTN Adama: 4-0 V van SWE Gullden: 1-3 W van FRA Court: 3-0 W van EGY Ibrahim: 3-0 V van BUL Komchev: 1-3 7-8ste plek: V van GDR Koschnitzke: 0-4 |

### Zeilen
| Olympiër                                                    | Discipline     | Resultaat | Prestatie                              |
| ----------------------------------------------------------- | -------------- | --------- | -------------------------------------- |
| Stelios Georgosopulos                                       | windglider (m) | 36e       | 247 punten: (19-27-DNF-27-DNF-DNF-DNF) |
| Armando Ortolano                                            | finn (m)       | 14e       | 119 punten: (11-15-17-15-DNF-15-10)    |
|                                                             |                |           |                                        |
| Helias Hadjipavlis Constandinos Manthos                     | star           | 12e       | 86,7 punten: (7-9-3-DSQ-17-5-14)       |
| Anastasios Bountouris Georgios Prekas Dimitrios Deligiannis | soling         | 18e       | 133 punten: (14-DNF-9-18-DSQ-14-DNF)   |

### Zwemmen
| Olympiër                                                                       | Discipline            | Resultaat | Prestatie                                         |
| ------------------------------------------------------------------------------ | --------------------- | --------- | ------------------------------------------------- |
| Ilias Malamas                                                                  | 100m rugslag (m)      | 34e       | serie 3: 6de in 59,24                             |
| Charalambos Papanikolaou                                                       | 200m rugslag (m)      | DSQ       | serie 3: gediskwalificeerd                        |
| Nikolaos Fokianos                                                              | 100m schoolslag (m)   | 47e       | serie 4: 8ste in 1.06,30                          |
| Nikolaos Fokianos                                                              | 200m schoolslag (m)   | 45e       | serie 2: 6de in 2.28,91                           |
| Theodoros Griniazakis                                                          | 100m vlinderslag (m)  | 36e       | serie 3: 3de in 57,56                             |
| Kharalambos Papanikolaou                                                       | 200m wisselslag (m)   | 14e       | serie 7: 5de in 2.05,53 finale B: 6de in 2.06,61  |
| Kharalambos Papanikolaou                                                       | 400m wisselslag (m)   | 16e       | serie 5: 7de in 4.26,72 finale B: 8ste in 4.27,95 |
| Ilias Malamas Nikolaos Fokianos Theodoros Griniazakis Charalambos Papanikolaou | 4x100m wisselslag (m) | 23e       | serie 2: 7de in 4.07,71                           |

Afghanistan · Algerije · Amerikaanse Maagdeneilanden · Amerikaans-Samoa · Andorra · Angola · Antigua en Barbuda · Argentinië · Aruba · Australië · Bahama’s · Bahrein · Bangladesh · Barbados · België · Belize · Benin · Bermuda · Bhutan · Birma · Bolivia · Bondsrepubliek Duitsland · Botswana · Brazilië · Britse Maagdeneilanden · Brunei · Bulgarije · Burkina Faso · Canada · Centraal-Afrikaanse Republiek · Chili · China · Chinees Taipei · Colombia · Congo-Brazzaville · Cookeilanden · Costa Rica · Cyprus · Denemarken · Djibouti · Dominicaanse Republiek · Duitse Democratische Republiek · Ecuador · Egypte · El Salvador · Equatoriaal-Guinea · Fiji · Filipijnen · Finland · Frankrijk · Gabon · Gambia · Ghana · Grenada · Griekenland · Groot-Brittannië · Guam · Guatemala · Guinee · Guyana · Haïti · Honduras · Hongarije · Hongkong · Ierland · IJsland · India · Indonesië · Irak · Iran · Israël · Italië · Ivoorkust · Jamaica · Japan · Joegoslavië · Jordanië · Kaaimaneilanden · Kameroen · Kenia · Koeweit · Laos · Lesotho · Libanon · Liberia · Libië · Liechtenstein · Luxemburg · Malawi · Malediven · Maleisië · Mali · Malta · Marokko · Mauritanië · Mauritius · Mexico · Monaco · Mongolië · Mozambique · Nederland · Nederlandse Antillen · Nepal · Nieuw-Zeeland · Niger · Nigeria · Noord-Jemen · Noorwegen · Oeganda · Oman · Oostenrijk · Pakistan · Panama · Papoea-Nieuw-Guinea · Paraguay · Peru · Polen · Portugal · Puerto Rico · Qatar · Roemenië · Rwanda · Saint Vincent en de Grenadines · Salomonseilanden · Samoa · San Marino · Saoedi-Arabië · Senegal · Sierra Leone · Singapore · Soedan · Somalië · Sovjet-Unie · Spanje · Sri Lanka · Suriname · Swaziland · Syrië · Tanzania · Thailand · Togo · Tonga · Trinidad en Tobago · Tsjaad · Tsjecho-Slowakije · Tunesië · Turkije · Uruguay · Vanuatu · Venezuela · Verenigde Arabische Emiraten · Verenigde Staten · Vietnam · Zaïre · Zambia · Zimbabwe · Zuid-Jemen · Zuid-Korea · Zweden · Zwitserland